# Bror Bergman
Bror Malte Bergman, född 17 september 1913 i Fjällsjö församling i Jämtlands län, död 7 februari 1992 i Danderyds församling i Stockholms län, var en svensk ingenjör och ämbetsman.

## Biografi
Bergman avlade studentexamen i Stockholm 1931 och civilingenjörsexamen vid Tekniska högskolan i Stockholm 1935 samt reservofficersexamen 1937. (Han kom senare att bli kapten i signaltruppernas reserv.) Han arbetade som ingenjör vid ammunitionsfabriken i Marieberg 1937–1938 och 1940–1941 samt vid Industrikemiska AB i Stockholm 1939 och vid Nitroglycerin Aktiebolaget i Gyttorp 1941. Han tjänstgjorde i Tygdepartementet vid Arméförvaltningen 1942–1943, vid ammunitionsfabriken i Karlsborg från 1943 och vid Zakrisdalsverken i Karlstad från 1945. Åren 1950–1954 tjänstgjorde han vid Försvarets fabriksstyrelse, därav som byrådirektör 1952–1954. Han var 1954–1968 överingenjör och chef för Normaliebyrån i Armétygförvaltningen (1964 namnändrad till Arméförvaltningen). Åren 1968–1978 tjänstgjorde han vid Försvarets materielverk: som överingenjör och tillförordnad chef för Normaliebyrån i Armématerielförvaltningen 1968–1972 och som chef för Normalieavdelningen i Huvudavdelningen för administration 1972–1978. Bergman är begravd på Danderyds kyrkogård.

### Utmärkelser
- Riddare av Nordstjärneorden, 1958.[8]